# Possedimenti temporanei dell'Italia

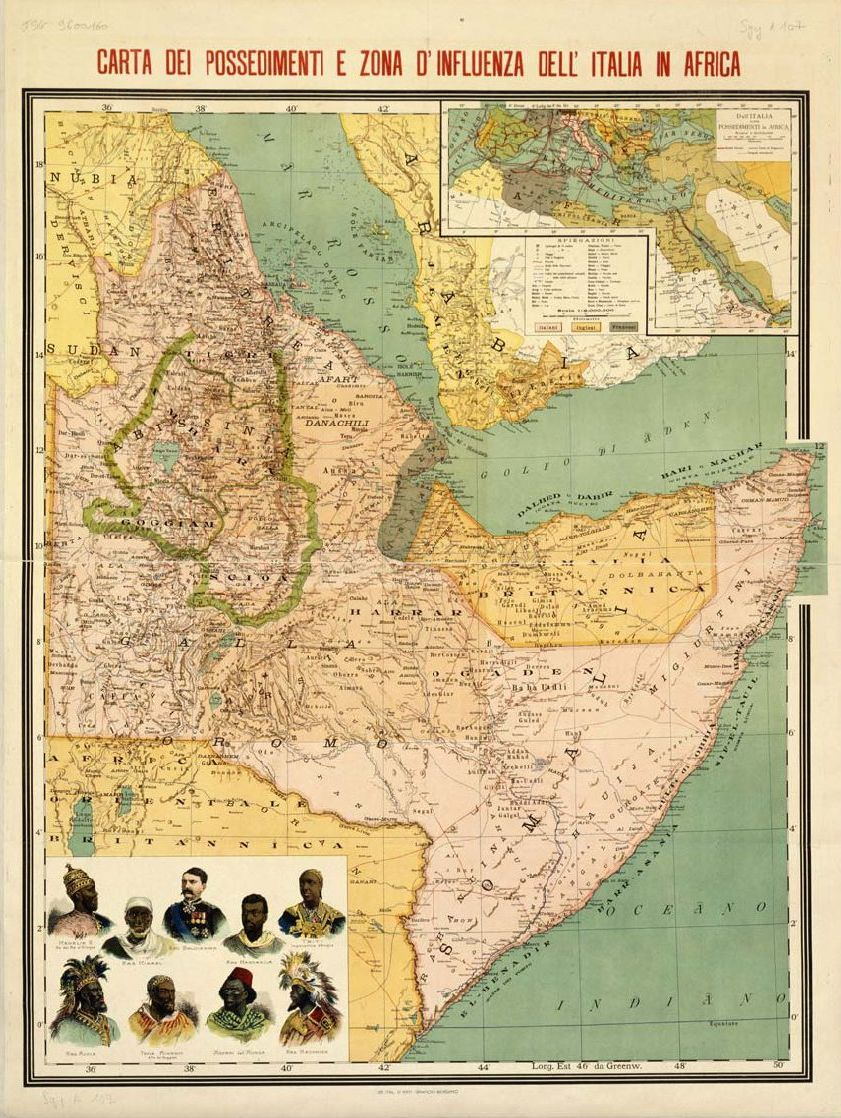
Possedimenti italiani nel 1896 nel Corno d'Africa, includendo il rigettato tentativo coloniale del "Protettorato" abissino e l'area sudanese di Cassala, provvisoriamente occupata dall'Italia dal 1894 al 1897

I possedimenti temporanei dell'Italia sono alcuni territori occupati ed amministrati dal Regno d'Italia per periodi limitati di tempo.

## Asia

### Nuova Guinea
Nel 1869 e nel 1870 l'esploratore Giovanni Emilio Cerruti si recò nella Nuova Guinea e nelle isole limitrofe (Kai, Aru e Balscicu). Ottenne dei buoni risultati nel dialogo con gli autoctoni; i sultani di quelle terre infatti firmarono dei trattati con cui riconoscevano il protettorato italiano. La "sovranità" su queste zone durò fino al 1883 quando venne chiesto al Regno Unito se avesse accettato la possibilità italiana di insediarsi in Nuova Guinea; alla risposta negativa il governo italiano rinunciò a ogni ulteriore colonizzazione dell'Asia Sud-orientale.

### Adalia

Il trattato di Sèvres (firmato nel 1920, ma mai ratificato) prevedeva che l'Anatolia fosse divisa in varie sfere di influenza. In verde chiaro la zona d'influenza teoricamente assegnata al Regno d'Italia; delimitata da linea continua verde, l'effettiva occupazione italiana di Adalia (1919-1922)

La regione dell'Anatolia meridionale intorno ad Adalia fu occupata nel 1919 da truppe italiane.
L'occupazione italiana di Adalia fu fatta sul finire della prima guerra mondiale.
Stando al Patto di Londra l'area della Licia anatolica sarebbe dovuta finire sotto l'influenza italiana, mentre le autorità italiane la volevano fare diventare una colonia italiana col nome di Licia.
Il governo italiano il 9 marzo 1919 fece sbarcare truppe italiane ad Adalia e successivamente furono occupate anche le località vicine: Makri Budrun, Kuch-Adassi, Alaya, Konya, Ismidt e Eskişehir.
Questa prova di forza trovò la ferrea opposizione del governo greco che aspirava ad occupare un largo territorio dell'Anatolia.
Il governo italiano, nel frattempo, fin dal 24 aprile era assente in sede della conferenza di pace di Parigi per la questione fiumana.
La Grecia riuscì ad ottenere, dal Consiglio Supremo il permesso di intervenire in Anatolia in assenza della delegazione italiana capeggiata da Orlando.
L'esercito greco pertanto operò il 15 maggio 1919 un controsbarco a Smirne con l'occupazione anche di Aydin, Magnesia, Kassaba, Ayalik ed Edemieh.
Tra il governo italiano e quello greco sorse un'aspra controversia, poi risolta con un accordo segreto sottoscritto il 29 luglio da Tittoni e da Venizelos in cui l'Italia rinunciava a Adalia e alle isole del Dodecanneso salvo Rodi.
Del resto secondo la prassi costituzionale dell'epoca la politica estera era una prerogativa regia e ben poteva quindi il governo concludere un accordo diplomatico senza informare il parlamento.
Tuttavia tale accordo non trovò applicazione per quello che riguarda il Dodecanneso.
La città di Adalia venne evacuata dagli italiani in seguito alla fondazione della Repubblica Turca nel 1923.

## Africa

### Moyale
Moyale è una città di confine suddivisa in un'area etiopica e in una keniana. Durante la seconda guerra mondiale, entrambe le parti della città vennero occupate dagli italiani nel 1940 e riconquistate dagli inglesi il 15 luglio 1941.

### Sudan
Gli italiani, avanzando dalla confinante Eritrea, occuparono provvisoriamente l'area di Cassala nel 1894 durante la guerra tra inglesi e Dervisci nel Sudan.
Ma a seguito della sconfitta di Adua questo territorio sudanese fu abbandonato pochi anni dopo (assieme a territori provvisoriamente occupati nel settentrione del tentato "Protettorato" italiano in Abissinia).
Durante la seconda guerra mondiale Cassala fu occupata dagli italiani tra il 4 luglio 1940 e il 21 gennaio 1941.

### Somalia britannica
Il Somaliland britannico fu occupato dalle truppe del viceré Amedeo di Savoia-Aosta tra il 3 ed il 19 agosto 1940 fino all'evacuazione del 19 marzo 1941, durante la seconda guerra mondiale. La Somalia britannica conquistata fu subito considerata da Mussolini come una nuova colonia italiana e fu amministrata come parte integrante dell'Africa Orientale Italiana (A.O.I.).
Durante la campagna dell'Africa Orientale la Somalia britannica fu, nell'agosto del 1940, invasa ed occupata dagli italiani che entrarono in Berbera, la città principale, dopo soli dieci giorni.
Venne tuttavia riconquistata dai britannici nella primavera del 1941, e divenne teatro della guerriglia italiana del colonnello Di Marco contro gli Alleati fino al 1943.

### Egitto
Il 13 settembre 1940 truppe italiane al comando di Rodolfo Graziani, varcarono il confine tra Libia ed Egitto. Nella prima giornata la cittadina di Sollum venne raggiunta ed oltrepassata dalla 1ª Divisione libica, mentre la 2ª Divisione libica raggiungeva ed occupava il passo di Halfaya. Il 14 settembre le divisioni libiche avanzarono oltre Halfaya spingendosi all'interno del territorio egiziano. Nel frattempo le altre truppe italiane avanzavano lentamente a piedi dietro i battistrada libici. Il 15 settembre le truppe libiche raggiunsero Bug-Bug, mentre le truppe motorizzate (1ª Divisione CC.NN. "23 marzo", Raggruppamento "Maletti", 1º Raggruppamento carristi) ricevettero l'ordine di avanzare con la massima celerità verso Sidi el Barrani allo scopo di infrangere la resistenza avversaria. Il 16 settembre le truppe italiane entrarono a Sidi el Barrani, circa 100 chilometri dopo il confine libico. Graziani organizzò nove campi fortificati a Maktila, Tummar, Nibeiwa e sulla sommità della scarpata di Sofafi. Da qui, posizionò le divisioni italiane a Buq Buq, Sidi Omar, e al Passo di Halfaya.
Gli italiani avanzarono verso Maktila, dieci miglia oltre Sidi Barrani, e si trincerarono. Il 10 dicembre 1940 gli Alleati, con l'Operazione Compass rioccupano i territori ed entrano nel gennaio in Cirenaica.

## Europa

### Albania
Divenne una prima volta temporaneamente un protettorato italiano durante la prima guerra mondiale.
Le truppe italiane invasero nell'aprile del 1939 il territorio albanese sbarcando a Santi Quaranta, Valona e Durazzo. La resistenza armata albanese si rivelò tuttavia insufficiente contro le forze armate italiane. Il re ed il governo albanese fuggirono in Grecia e furono obbligati all'esilio. Anche se fu mantenuta formalmente come uno Stato indipendente in unione personale con l'Italia, l'Albania fu considerata quasi alla stregua di una colonia; gli italiani instaurarono il governo fantoccio di Mustafa Kruja con una nuova Costituzione, che trasformò l'Albania in una specie di colonia italiana fascista.
Il trono albanese fu assunto da re Vittorio Emanuele III, che regnò fino all'armistizio dell'8 settembre 1943 (resa dell'Italia agli Alleati). Mussolini permise ai cittadini italiani di insediarsi in Albania con l'obiettivo di trasformarla in territorio italiano a tutti gli effetti. Infatti nel corso di tutta l'occupazione giunsero più di 10.000 coloni italiani (provenienti principalmente dal Veneto e dall'Italia Meridionale) che si concentrarono nelle zone di Durazzo, Valona, Scutari, Porto Palermo ed Elbasan.
Dopo la sconfitta della Jugoslavia nel 1941, l’Albania italiana fu espansa annettendole anche il Kosovo meridionale e parte della Macedonia del Nord. 

### Corfù
L'eccidio di Giannina fu sfruttato da Mussolini per occupare l'isola di Corfù e cercare di annetterla. La mattina del 27 agosto 1923 fu trucidata la missione Tellini a Zepi, località lungo la strada tra Giannina e Kakavia destinata a fissare il confine tra Grecia ed Albania. Mussolini quindi mandò un ultimatum alla Grecia e il 29 agosto 1923 venne bombardata e occupata l'isola di Corfù (crisi di Corfù).
Il 3 settembre 1923 la Società delle Nazioni condannò l'occupazione italiana dell'isola su ricorso della Grecia. Il 27 settembre Mussolini decise di ritirare le truppe che occupavano l'isola, però minacciando l'uscita dell'Italia dalla Società delle Nazioni.
Le autorità greche dichiararono che questa occupazione militare di Corfù fu il primo tentativo di espansione "coloniale" del Duce.

### Stato Ellenico Italiano
Lo Stato Ellenico era uno stato fantoccio del Regno d'Italia e della Germania nazista; instaurato in Grecia nel 1941 dopo l'occupazione del paese da parte delle potenze dell'Asse durante la seconda guerra mondiale, si dissolse nel 1944 a seguito della ritirata delle forze dell'Asse dalla Grecia. 
La maggior parte dell'ex territorio greco fu affidato all'amministrazione italiana, una minor parte alla Germania e una parte ancora meno considerevole alla Bulgaria.

### Baleari
Va infine ricordata l'occupazione italiana di Maiorca, Ibiza e Formentera nel 1936 come compenso per l'apporto italiano nella guerra civile spagnola, terminata nell'aprile 1939 dal ferreo rifiuto di Franco e di Gran Bretagna e Francia.

### Montenegro e Sangiaccato
Dopo la sconfitta della Jugoslavia nel 1941, il Montenegro e il Sangiaccato divennero un protettorato italiano, in attesa di una sistemazione istituzionale definitiva che non giunse prima della resa italiana nel 1943.

### Francia
Durante l'occupazione italiana della Francia meridionale furono occupati quattro dipartimenti francesi: la Savoia, le Alte Alpi, le Basse Alpi e le Alpi Marittime, occupazione poi ampliata con l'operazione Anton in cui vennero occupati la Corsica e otto dipartimenti sudorientali della Francia, compreso il Principato di Monaco.

## Tentativi di occupazione
Vi furono alcuni tentativi coloniali che non furono attuati per varie ragioni. Il più noto è quello della Tunisia. Un altro, tentato da Jacopo Gasparini governatore dell'Eritrea italiana, fu quello di creare un protettorato italiano nello Yemen. Poco conosciuti sono invece gli interessi italiani di fine Ottocento in Asia, verso il sultanato di Aceh, l'Alta Birmania, la Thailandia, le isole Nicobare e la Nuova Guinea con le isole Molucche (dove vi furono finanche dei territori acquistati per conto del Governo italiano). Anche con i possedimenti portoghesi di Cabinda e dell'isola di Príncipe nel golfo di Guinea fu tentato un accordo di compartecipazione coloniale col Portogallo verso il 1870.
Inoltre, dopo la prima guerra mondiale l'Italia tentò di avere in Africa l'Angola ed il Ciad nella "Conferenza di Pace" tenutasi a Parigi nel 1919.
Perdipiù durante la seconda guerra mondiale, Germania e Italia avevano intenzione di occupare e di dividersi la Svizzera, con l'Operazione Tannenbaum.

### Tunisia

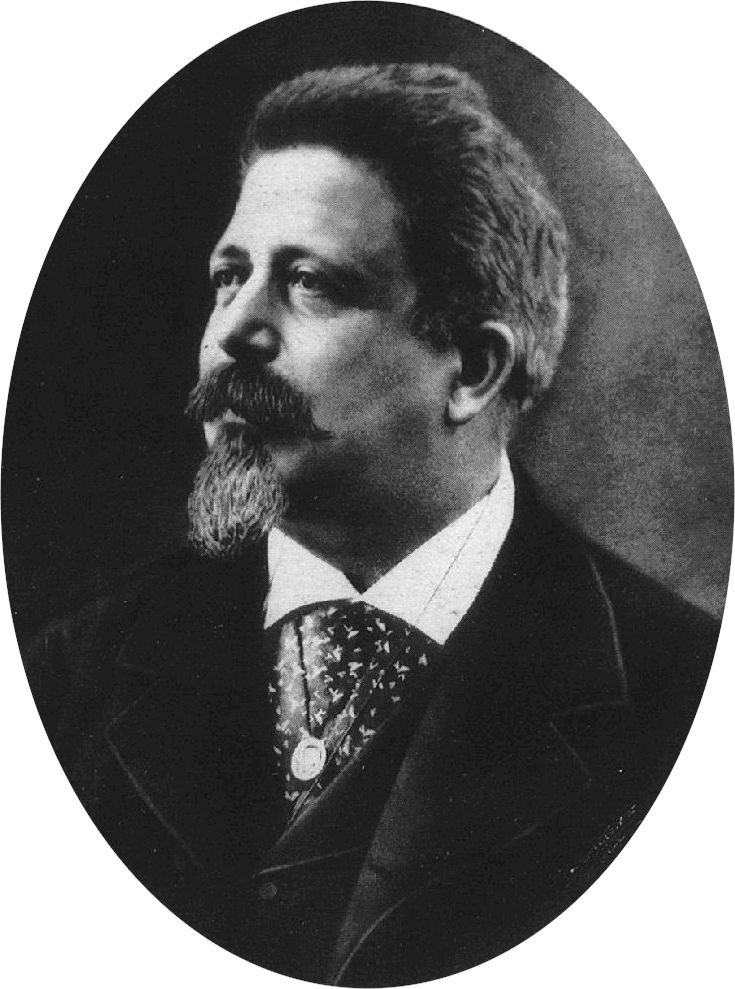
Benedetto Cairoli, il primo ministro in carica all'epoca e che dovette rassegnare le dimissioni

Il Regno d'Italia vide svanire le speranze di creare una colonia in Tunisia nel 1881, dove vi erano numerosi emigrati italiani, vicenda passata alla storia come lo schiaffo di Tunisi.
Il principale obiettivo di politica estera del secondo governo guidato da Benedetto Cairoli era la colonizzazione della Tunisia, cui ambivano la ricca Francia e la debole Italia. Cairoli, come prima di lui Agostino Depretis non ritennero mai di procedere ad un'occupazione, essendo in generale ostili ad una politica militarista. Il governo di Cairoli si lasciò sorprendere, l'11 maggio 1881, quando i francesi procedettero all'occupazione della colonia. Essa diede ulteriore conferma della debolezza della posizione internazionale dell'Italia, e rinfocolò le polemiche successive al Congresso di Berlino.
Durante la campagna del Nordafrica le truppe italiane e tedesche occuparono la Tunisia tra l'ottobre ed il novembre 1942, fino alla resa degli italiani il 13 maggio 1943.

### Yemen
Il Governatore dell'Eritrea, Jacopo Gasparini, tentò di acquistare nel 1926 un protettorato sullo Yemen. Gli Inglesi riuscirono ad ostruire l'operazione grazie allo sbaglio di Mussolini, che tergiversò e si lasciò sfuggire il controllo di un'interessante area petrolifera.
Nelle trattative fra il sovrano dello Yemen, Imam Yahyà ("El Ymam Jahia"), ed il Governo italiano, Gasparini propose di spedire truppe coloniali italiane nello Yemen per contrastare l'espansionismo inglese dalla confinante Aden.